# アクーシラーオス
アルゴスのアクーシラーオス（アクゥシラオス、アクシラオス、ギリシャ語：Ἀκουσίλαος), 英語：Acusilaus）は、カバスあるいはスカブラスの子で、紀元前6世紀後半に活躍した古代ギリシアの神話学者、ロゴグラポス。しかし、その著作は断片や要約でばらばらに現存しているのみである。
アクーシラーオスをギリシャ七賢人に加える人もいる。

## 生涯
カバスあるいはスカブラスの子と呼ばれているが、アクーシラーオスがペロポネソスあるいはボイオーティアのアルゴス人だったかはわからない。同名の人物が2人いたのかも知れない。
スーダ辞典によると、アクーシラーオスは系譜を書いた。3巻からなる系譜の本は引用されて残っているが、大部分はヘーシオドスを散文に翻訳したものである。プラトンもエロスについてヘーシオドスと同じことを書いていると言っている。しかしアクーシラーオス自身は、自分の情報源のいくつかは、自分の家の庭から見つかった青銅の銘板に書かれてあったものから取ったと言っているが、現代の注釈者たちはそれを疑問視している。他の史学史家・年代記作者と同じく、アクーシラーオスはイオニア方言で書いている。
後の時代のアクーシラーオスの名前で出されたものは偽物だった。